# 金子烈
金 子烈（キム・ジャリョル、김자렬）は日本統治時代の朝鮮の独立運動家。本名は金正洽（김정흡）。別名は金世晙（김세준）、金正治（김정치）。

## 経歴
1897年5月、江原道鉄原郡に生まれる。1913年に日本へ渡り、早稲田大学政治学部で経済学を専攻した。
1914年冬に鴨緑江を渡り北京へ来た。中国語を覚えた後、浙江省体育専門学校に入学した。卒業後は寧波警察庁や杭州市消防隊で働いた。上海に行き朝鮮人補習学校の教師を務める。
1917年、張耀曽の紹介で雲南陸軍講武堂第12期砲兵科に入学。上海で大韓民国臨時政府が樹立したが国際的承認と援助に寄託して革命軍の育成や武力闘争を重視しない臨時政府に失望し、北京や東北部で活動した。1921年、独立軍と各団体を統一させるために北京で軍事統一籌備会を開いた。そこで中国東北部及び関内の武装組織の統合を主張して臨時政府不信任案を採用し、国民代表大会の招集を出した。1923年に国民代表大会が開かれたが、何の結果も得られなかったので、再び中国東北部で活動。
1925年、西北陸軍幹部学校砲兵科に入学。卒業後は国民連軍の参謀となり、北伐に参加。科員、連長、営長を歴任。1928年、西北軍官学校歩兵科第1大隊中隊長。1936年、第29軍（軍長：宋哲元）教育処中校処員。1937年、第29軍独立第25旅（旅長：張凌雲）上校参謀長。
1939年5月、第59軍（軍長：張自忠）第180師（師長：劉振三）参謀長。河南、湖北などの戦闘に参加。張自忠が戦死した後は部隊を離れ、国民党後勤部に勤務し、朝鮮独立活動を積極的に支援した。
1940年5月8日、四等宝鼎勲章受章。
1940年7月19日、陸軍歩兵上校。
1946年冬、第8補給区司令部少将軍械処長。終戦後は朝鮮に戻らず北京に定住した。1961年、北京で病死。1998年、韓国政府が建国勲章独立章を追贈。2000年、韓国政府の要求により、息子の璋生が父の柩を韓国に護送し、国立顕忠院に埋葬された。

## 参考
- 杨保森 (2015). 西北军人物志. 中国文史出版社
- “不滅の足跡(51)―盧溝橋事変史跡地” (朝鮮語). 吉林新聞. (2011年10月25日) 2015年4月23日閲覧。